# Nagari (Stadt)
Nagari (Telugu నగరి) ist eine Stadt im indischen Bundesstaat Andhra Pradesh.
Die Stadt ist Teil des Distrikts Chittoor. Nagari hat den Status einer Municipality. Die Stadt ist in 11 Wards gegliedert. Sie hatte am Stichtag der Volkszählung 2011 insgesamt 62.253 Einwohner, von denen 31.363 Männer und 30.890 Frauen waren. Hindus bilden mit einem Anteil von ca. 93 % die größte Gruppe der Bevölkerung in der Stadt gefolgt von Muslimen mit ca. 6 % und Christen mit ca. 1 %. Die Alphabetisierungsrate lag 2011 bei 69,15 %.